# Sent Mèrd e las Aussinas
Sent Merd las Aussinas (en francès Saint-Merd-les-Oussines) és un municipi francès del departament de la Corresa, a la regió de la Nova Aquitània.

## Demografia
| 1962                                       | 1968 | 1975 | 1982 | 1990 | 1999 | 2007 |
| ------------------------------------------ | ---- | ---- | ---- | ---- | ---- | ---- |
| 135                                        | 180  | 153  | 137  | 114  | 112  | 119  |
| Des de 1962: població sense dobles comptes |      |      |      |      |      |      |

## Administració
| Període | Identitat     | Partit |
| ------- | ------------- | ------ |
| 2001-   | René Courteix |        |